# Vladimir Abramović
Vladimir Abramović (Vrbovsko, 14. ožujka 1922. – Zagreb, 19. ožujka 2013.), bio je hrvatski rudarski inženjer i sveučilišni profesor.

## Životopis
Diplomirao je 1948. na Rudarskom odsjeku Tehničkoga fakulteta u Zagrebu. Radio je u Istarskim ugljenokopima Raša (1948. – 1952.) baveći se problemima sanacije, izobrazbe kadrova i proizvodnje. Nakon toga bio je zaposlen kao asistent na Rudarskom odjelu Tehničkog fakulteta u Zagrebu. Doktorirao je 1979. disertacijom Analiza utjecaja intervala paljenja mina na tehnološka unapređenja i sigurnost rada u metanskim ugljenokopima na Rudarsko-geološko-naftnome fakultetu u Zagrebu. Na istom fakultetu postao je 1980. redoviti profesor gdje je radio sve do umirovljenja 1992. godine. Predavao je kolegije Dobivanje i podgrađivanje, Izgrađivanje rudničkih prostorija, Podzemne prostorije i tuneli, Projektiranje u rudarstvu. 
Od osnutka Tehničkoga muzeja 1954. u Zagrebu bio je stalni suradnik, te idejni začetnik i projektant rudarskog odjela. U razdoblju 1959. do 1963. projektira i izvodi radove oko postavljanja rudarskog odjela (rudnika) u Tehničkom muzeju u Zagrebu. Izradio je mnogobrojne projekte i studije otvaranja i eksploatacije rudnika te se znanstveno i stručno bavio problematikom tehnike miniranja, tehnike sigurnosti i izvedbe površinskih i podzemnih kopova. Objavio je djela Eksplozije i požari u rudnicima (koautor A. Zambelli, 1953.) i Projektiranje u rudarstvu (koautor B. Perić, 1996.). Bio je državni prvak u atletici (skoku u vis) 1939/40. i 1947. godine.

## Vanjske poveznice
- Vladimir Abramović Hrvatska tehnička enciklopedija, portal hrvatske tehničke baštine. LZMK